# قطعنامه ۹۹۲ شورای امنیت
قطعنامه ۹۹۲ شورای امنیت سازمان ملل متحد که در تاریخ ۱۱ مه ۱۹۹۵ تصویب شد، سندی بین‌المللی دربارهٔ یوگسلاوی سابق است. این قطعنامه طی نشست ۳۵۳۳ام با ۱۵ رای موافق، ۰ مخالف و ۰ ممتنع تصویب شد.